# Eumichtis scuroba
Eumichtis scuroba là một loài bướm đêm trong họ Noctuidae.